# Tadeusz Wojciech Maklakiewicz

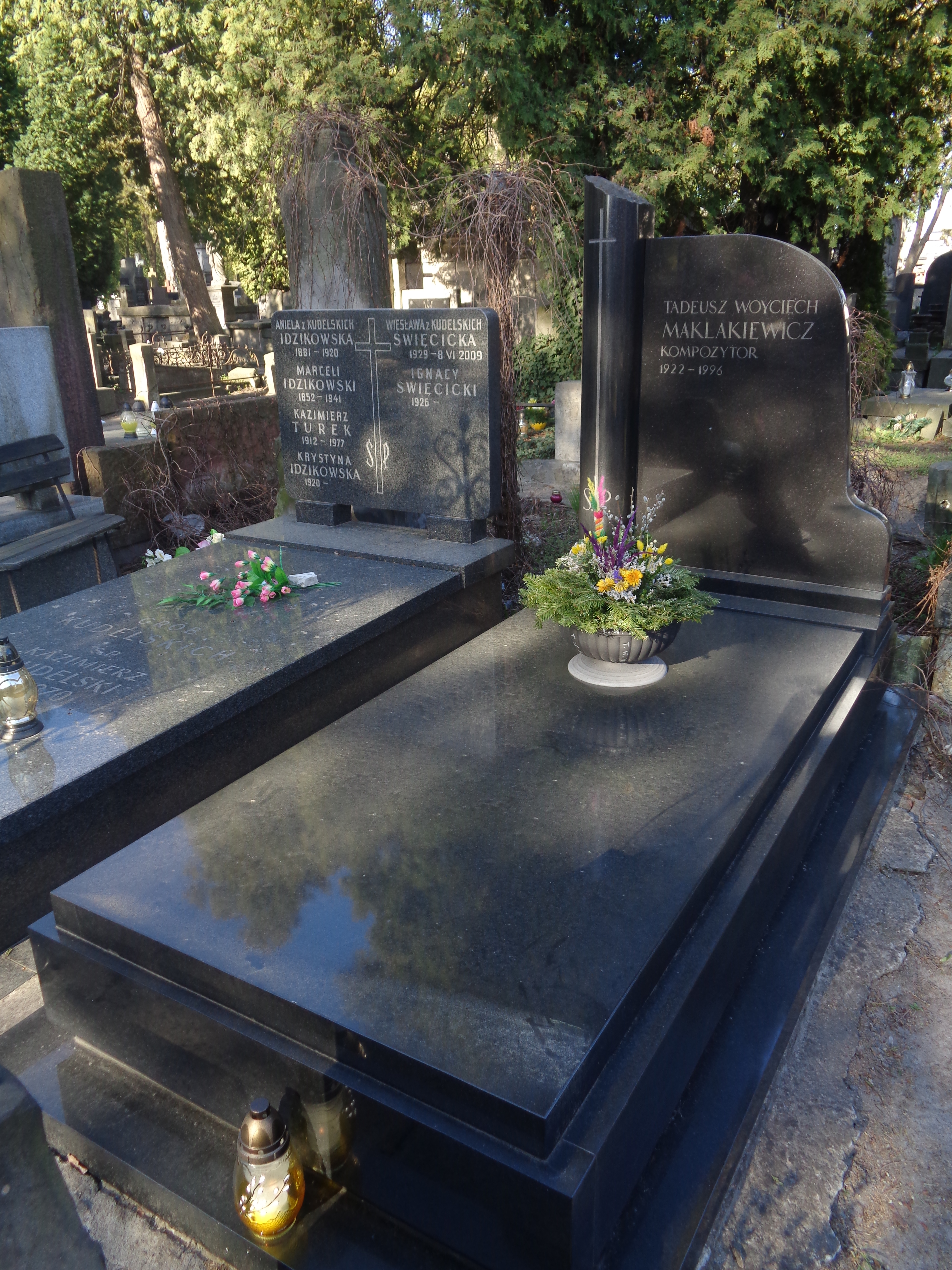
Grób Tadeusza Wojciecha Maklakiewicza na cmentarzu Powązkowskim w Warszawie

Tadeusz Wojciech Maklakiewicz (ur. 20 października 1922 w Mszczonowie, zm. 21 marca 1996 w Warszawie) – polski kompozytor, pedagog, działacz muzyczny i prawnik. 

## Życiorys

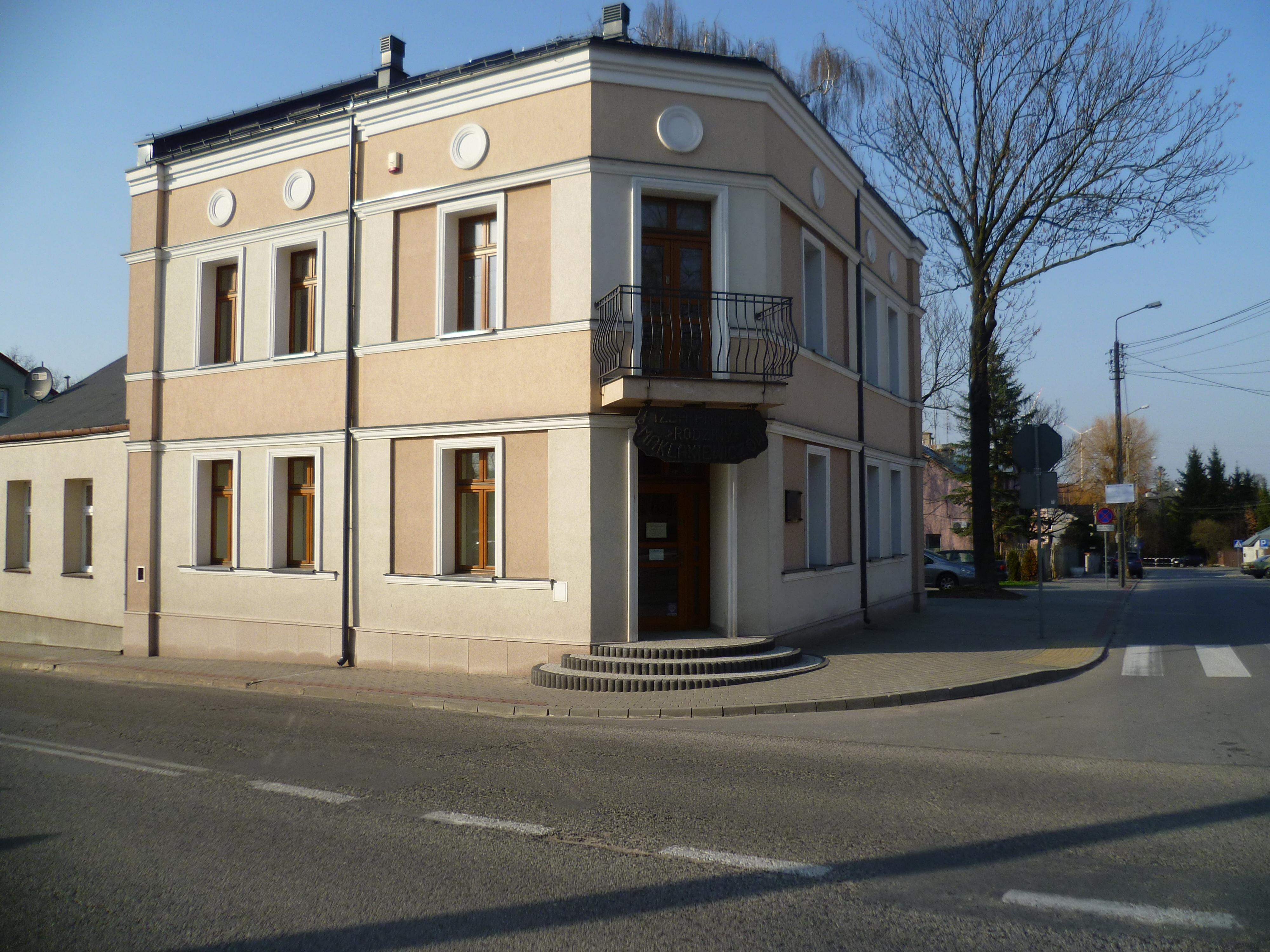
Dom Maklakiewiczów w Mszczonowie

Urodził się jako najmłodszy (dwunaste dziecko) w wielodzietnej rodzinie Jana Nepomucena (1874–1955), organisty, i Rozalii z Izbickich (1876–1961). Jego bracia Jan i Franciszek byli także kompozytorami. Kształcił się w Państwowym Gimnazjum Męskim im. Tadeusza Reytana (1935–1939), a w okresie okupacji niemieckiej w Städtliche Musikschule w klasie fortepianu Marceliny Kimontt-Jacynowej (1941–1942) oraz u brata Jana (teoria i kompozycja, 1943–1944).
Po maturze studiował prawo na Uniwersytecie Jagiellońskim (1946–1949), a następnie kompozycję pod kierunkiem Tadeusza Szeligowskiego w Państwowej Wyższej Szkole Muzycznej w Warszawie (1954–1958). W latach 1952–1981 należał do PZPR. Pracował w Państwowym Wydawnictwie Muzycznym w Krakowie, w biurze koncertowym ARTOS, w latach 50. w tzw. CPARA czyli Centralnej Poradni Amatorskiego Ruchu Artystycznego oraz w latach 60. w Polskim Radiu w Warszawie. Członek Rady Krajowej PRON w 1983 roku.
Przez 40 lat uczył i pracował w Państwowej Wyższej Szkole Muzycznej w Warszawie. Był dyrektorem administracyjnym, dziekanem, kierownikiem katedry Wychowania Muzycznego, prorektorem oraz rektorem (1975–1978). Pracę pedagogiczną rozwijał na wydziale Wychowania Muzycznego. Wykładał przedmioty teoretyczne: kontrapunkt, harmonię i propedeutykę kompozycji. 
Prowadził szeroko zakrojoną działalność społeczną. Był prezesem i wiceprezesem ZAiKS-u (1968–1971 i 1993–1996), przewodniczącym sekcji muzycznej w Radzie Wyższego Szkolnictwa Artystycznego, sekretarzem generalnym Zarządu Polskiego Związku Chórów i Orkiestr. Członek prezydium Association Européenne des Conservatoires, wiceprzewodniczący Zarządu sekcji polskiej Société Européenne de Culture. W latach 1988–1990 członek Rady Ochrony Pamięci Walk i Męczeństwa.
Był przewodniczącym jury Festiwalu Piosenki Żołnierskiej w Kołobrzegu, jurorem Międzynarodowego Festiwalu Piosenki w Sopocie i Festiwalu Piosenki Radzieckiej w Zielonej Górze.
W jego twórczości kompozytorskiej wyróżniają się utwory na głosy wokalne oraz na chór. Jest autorem Mszy góralskiej oraz Suity kurpiowskiej wykonywanych przez większość chórów polskich. Zajmował się również opracowaniami pieśni patriotycznych oraz kolęd na zespoły wokalne. 
Jego trzy córki, Agnieszka (skrzypaczka), Joanna Ewa (pianistka) i Anna Maklakiewicz-Pawluśkiewicz (wiolonczelistka), kontynuują muzyczną pasję ojca. 
Zmarł w Warszawie, pochowany na cmentarzu Powązkowskim (kwatera Klin-4-5).

## Wybrane kompozycje

### Utwory na orkiestrę
- Wariacje na temat własny na orkiestrę smyczkową (1954)
- Listy miłosne, temat z wariacjami na orkiestrę smyczkową (1955)
- Humoreska na chór i orkiestrę symfoniczną (1957)
- Symfonia nr 1 na wielką orkiestrę symfoniczną (1958)
- Pokój, przyjaźń, praca, kantata na sopran, baryton, chór mieszany i orkiestrę symfoniczną (1959)
- Koncert na klarnet i orkiestrę symfoniczną (1960)
- Wokaliza wiedeńska na sopran z orkiestrą (1961)
- Epitaphium in memoriam Tadeusz Szeligowski na orkiestrę symfoniczną (1964)
- Uwertura na orkiestrę symfoniczną (1965)
- Aria na sopran i orkiestrę (1995)

### Utwory kameralne
- Kwartet smyczkowy (1956)
- Rondo na klarnet z towarzyszeniem fortepianu (1958)
- Septet na instrumenty dęte drewniane z harfą (1958)
- Tryptyk biblijny na 2 klarnety i fagot (1961)
- Kwintet na instrumenty dęte drewniane z harfą (1966)
- Koncert skrzypcowy dla dzieci (1982)
- Chryzea Forminx, oda na 4 puzony (1984)
- W Żelazowej Woli na głos solo, flet, altówkę, róg i harfę (1985)
- Łuk triumfalny na kwintet instrumentów dętych drewnianych (1984)

### Utwory chóralne
- Msza góralska na sopran, baryton, chór mieszany i organy (1981)
- Suita kurpiowska na sopran i chór mieszany a capella (1955)
- Salvum fac na chór a capella (1981)
- Groteska na 6 głosów i chór dziecięcy (1985)
- Humoreska na 4 głosy i chór dziecięcy (1985)
- Credo, motet na chór a capella (1992)
- Dłonie dłoniom przyjazne na 4-głosowy chór żeński (1986)

### Utwory na głos z fortepianem lub organami
- Pieśni tęsknoty, 3 pieśni na baryton lub mezzosopran i fortepian (1983)
- Ave Maria na sopran i organy (1993)

### Utwory na fortepian
- Wariacje fortepianowe na temat Beethovena (1954)
- Wariacje fortepianowe na temat Schuberta (1954)
- Impresja dodekafoniczna na fortepian (1955)

### Utwory na instrument solo
- Suita na temat chorału J.S. Bacha na wiolonczelę (1955)
- Fugi kolędowe na organy (1981)
- Suita na temat chorału J.S. Bacha „Ach wie flichtig, ach wie nichtig” na wiolonczelę solo (1982)

## Ordery i odznaczenia
- Krzyż Kawalerski Orderu Odrodzenia Polski (1977)
- Złoty Krzyż Zasługi (1971)
- Medal Komisji Edukacji Narodowej (1986)
- Złota Odznaka honorowa „Za Zasługi dla Warszawy” (1970)[8]
- Medal ZAiKS-u (1978)[9]
- Honorowa Odznaka ZAiKS-u (1969)[9]

Źródło:.

## Nagrody
- Nagroda na konkursie kompozytorskim za piosenkę młodzieżową (1955)
- Nagroda za kantatę Pokój, przyjaźń, praca na konkursie radiofonii OTRT w Pradze (1959)
- Brązowy Medal na Festiwalu Młodzieży i Studentów w Wiedniu (1959)
- Nagroda Ministra Obrony Narodowej III stopnia (1970)
- Nagroda Ministra Kultury i Sztuki I stopnia (1972, 1977, 1990)